# Cheiracanthium equestre
Cheiracanthium equestre là một loài nhện trong họ Miturgidae.
Loài này thuộc chi Cheiracanthium. Cheiracanthium equestre được Octavius Pickard-Cambridge miêu tả năm 1874.